# Blackburn Aircraft
Blackburn Aircraft Ltd. war ein britischer Flugzeughersteller. Das 1914 gegründete Unternehmen ging 1964 in der Hawker-Siddeley-Gruppe auf.

## Geschichte

### Erste Jahre

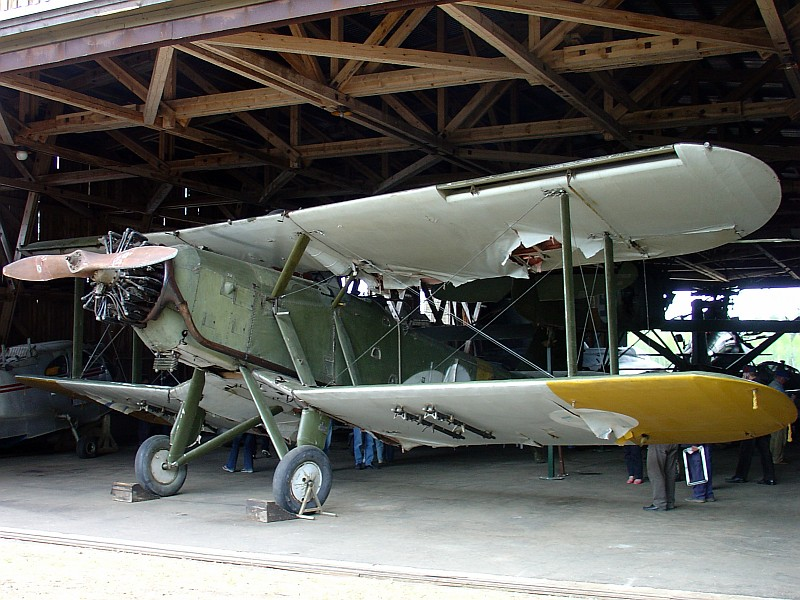
Blackburn Ripon

Das Unternehmen wurde 1914 kurz vor Ausbruch des Ersten Weltkrieges von Robert Blackburn als „Blackburn Aeroplane“ (später „Blackburn Aeroplane & Motor Company“) gegründet. Während des Krieges produzierte es über 100 Doppeldecker für die britische Luftwaffe und die britischen Marineflieger. Erfolgreich war unter anderem die Blackburn Kangaroo, ein zweimotoriger Bomber, der hauptsächlich für die Jagd auf deutsche U-Boote in der Nordsee eingesetzt wurde.
Nach Kriegsende erwarb das Unternehmen eine ehemalige Kugellagerfabrik und stellte dort Beschläge und andere Ersatzteile für die Flugzeugindustrie her. Mit diesem zweiten Standbein als Zulieferunternehmen überstand Blackburn die Jahre, in denen die Aufträge für Flugzeugneubauten stark rückläufig waren.
Zwischen 1919 und 1925 stellte Blackburn Automobile her. Ein Vierzylindermotor von Coventry-Simplex mit 3160 cm³ Hubraum trieb die Fahrzeuge an.
Nachdem Robert Blackburn schon 1914 das erste Wasserflugzeug entworfen hatte, lag der Schwerpunkt der Produktion in den Zwischenkriegsjahren sowie zur Zeit des Zweiten Weltkriegs auf Marineflugzeugen wie Torpedojagdflugzeugen, U-Boot-Jagdflugzeugen, Flugbooten und trägergestützten Maschinen. Daher wurde die Hauptproduktion in der Zeit von 1928 bis 1932 zu der im Jahre 1916 in Brough erworbenen Fabrik verlegt, ein Standort in der Nähe einer Wasserfläche. Problematisch war jedoch der Transport von über 1000 Beschäftigten von der bisherigen Zentrale in Leeds, die täglich per Bahn nach Brough befördert werden mussten.
1936 übernahm Blackburn den Motorenbauer Cirrus-Hermes und produzierte die Flugmotoren Blackburn Cirrus Minor, Blackburn Cirrus Major und Blackburn Cirrus Bombardier. Der Blackburn Cirrus Midget ging nie in Serienfertigung.
1939 wurde die Firma in Blackburn Aircraft Ltd. umbenannt.

### Zweiter Weltkrieg und Nachkriegszeit

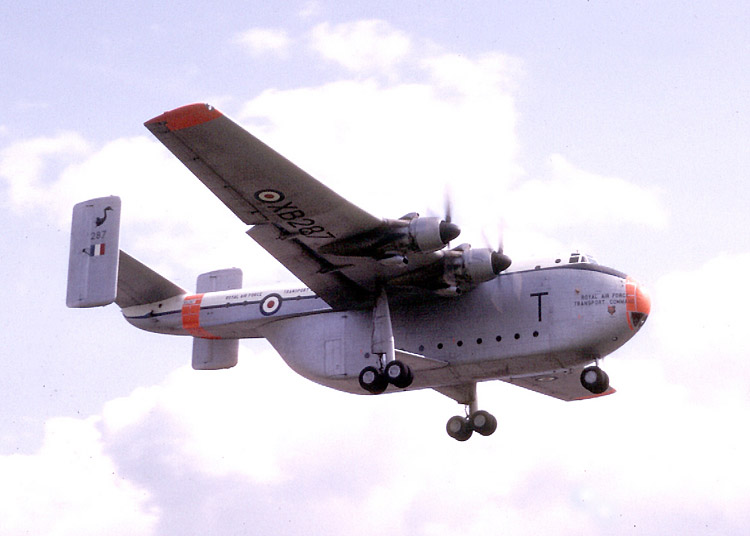
Blackburn Beverley

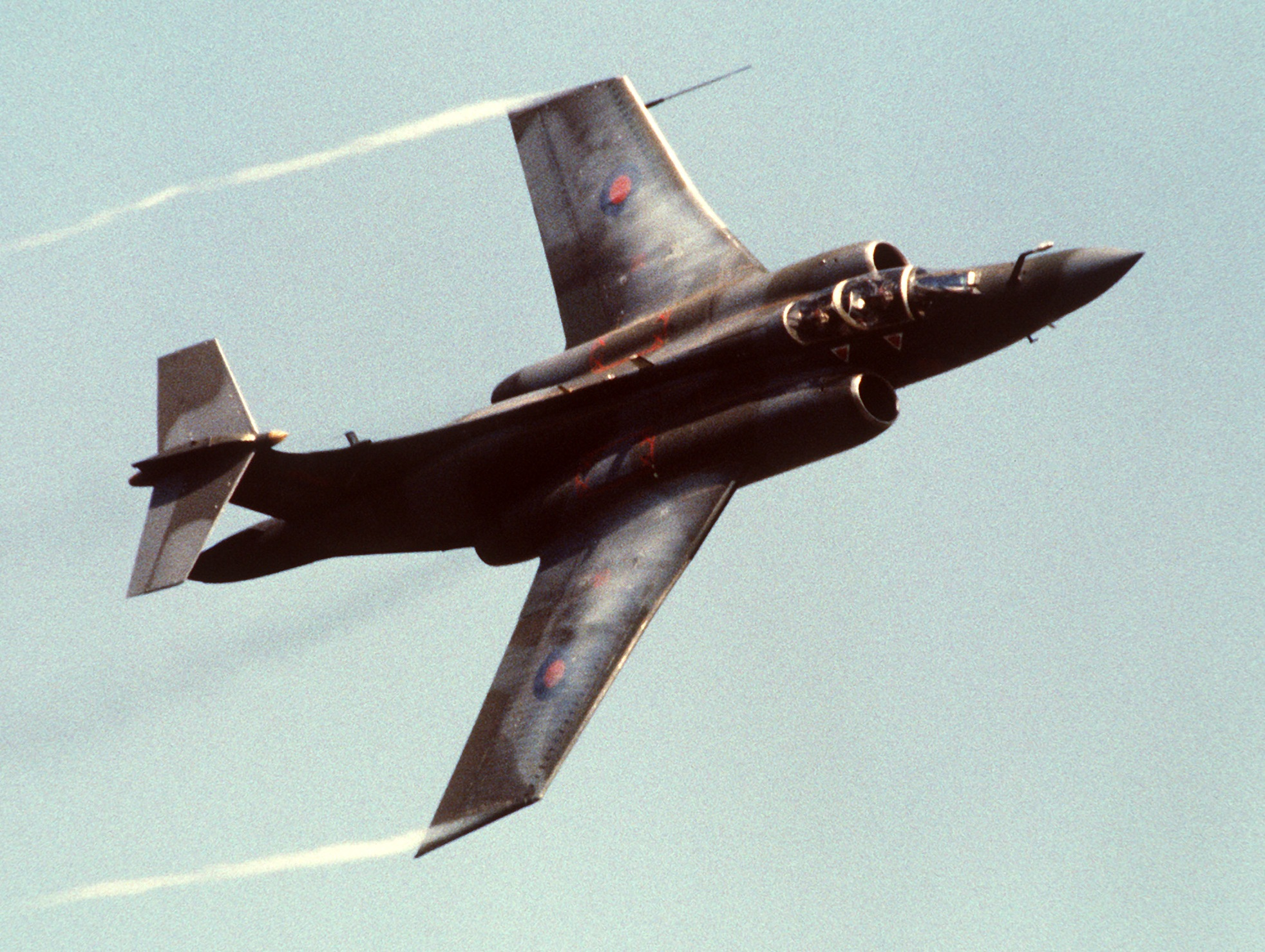
Blackburn Buccaneer

Während des Zweiten Weltkriegs stellte Blackburn in seinen Werken in Brough, Leeds, Dumbarton und Sherburn-in-Elmet nicht nur eigene Flugzeuge her, sondern reparierte auch in England stationierte beschädigte US-amerikanische Militärmaschinen.
Eine Blackburn Skua war das erste britische Flugzeug, das zu Beginn des Zweiten Weltkriegs eine Feindmaschine abschoss.
Nach dem Ende des Krieges kam es bei Blackburn auf Grund fehlender Aufträge zu einem Umsatzeinbruch. Zeitweilig wurden unternehmensfremde Aufträge wie die Herstellung von Brotbackformen angenommen.
1949 kam es zur Fusion mit General Aircraft Limited zur Blackburn and General Aircraft. Mit der Blackburn Beverley, einem schweren Transportflugzeug, ergab sich ein neuer Aufschwung.
In Zusammenarbeit mit Turbomeca baute man in den 1950er Jahren die Turbinenantriebe Artouste, Cumulus, Marboré, Palas, Turmo und Palouste in Lizenz. Dazu hatte man ab 1950 einen entsprechenden Vertrag mit Turbomeca abgeschlossen.
Ende der 1950er Jahre entstand mit der Blackburn Buccaneer das letzte Flugzeug dieses Unternehmens.
1964 ging das Unternehmen, das zeitweise über 5.000 Mitarbeiter beschäftigt hatte, im Rahmen der staatlich gesteuerten Umstrukturierung der britischen Rüstungsindustrie in der Hawker-Siddeley-Gruppe auf.

## Blackburn-Flugzeugtypen
- Blackburn First Monoplane (1909) – einmotoriger, einsitziger Hochdecker
- Blackburn Second Monoplane (1911) – einmotoriger Mitteldecker
- Blackburn Mercury (1911) – einmotoriges zweisitziges Mitteldecker-Trainingsflugzeug
- Blackburn Type B (1912) – einmotoriges, zweisitziges Mitteldecker-Trainingsflugzeug. Weiterentwicklung der Blackburn Mercury
- Blackburn Type D (1912) – einmotoriger, einsitziger Mitteldecker
- Blackburn Type E (1912) – einmotoriger, einsitziger Mitteldecker
- Blackburn Type I (1913) – einmotoriger Mitteldecker
- Blackburn Type L (1914) – einmotoriges, zweisitziges Doppeldecker-Marineflugzeug
- Blackburn Twin Blackburn (1915) – zweimotoriges, zweisitziges Doppelrumpf-Anti-Zeppelin-Marineflugzeug
- AD Scout (1915) – AD = Admiralty Design; einmotoriges, einsitziges Anti-Zeppelin-Flugzeug. Gebaut von Blackburn und Hewlett & Blondeau
- Blackburn Dreidecker (1916) – Dreideckerversion der Scout
- Blackburn White Falcon (1916) – einmotoriger, zweisitziger Mitteldecker
- Blackburn General Purpose (1916) – zweimotoriges, dreisitziges Marineflugzeug in Doppeldeckerausführung, Anti-U-Boot-Bomber
- Blackburn Kangaroo R.T.1 (1918) – zweimotoriger, dreisitziger Doppeldecker-Aufklärungs- und Torpedobomber
- Blackburn N.1B (1918) – einmotoriger, einsitziger Doppeldecker (nie geflogen)
- Blackburn Blackburd (1918) einmotoriger, einsitziger Doppeldecker-Torpedobomber
- Blackburd Sidecar (1919) einmotoriger, zweisitziger Mitteldecker
- Blackburn Swift T.1 (1920) – einmotoriger, einsitziger Flugboot-Torpedobomber
- Alula D.H.6 (1921) – einmotoriger Umbau der Airco D.H.6
- Alula Semiquaver (1921) – einmotorig, Umbau der Martinsyde Semiquaver
- Blackburn Dart T.2 (1921) – einmotoriger, einsitziger Doppeldecker-Torpedobomber
- Blackburn Blackburn R.1 (1922) – einmotoriger, dreisitziger Doppeldecker, Marineaufklärungsflugzeug
- Blackburn Pellet (1923) – einmotoriger, einsitziger Doppeldecker
- Blackburn Bluebird B-2 (1924) – einmotoriges, zweisitziges Doppeldecker-Trainingsflugzeug
- Blackburn Cubaroo T.4 (1924) – einmotoriger, viersitziger Doppeldecker-Torpedobomber
- Blackburn Velos T.3 (1925) – einmotoriges, zweisitziges Doppeldecker-Flugboot
- Blackburn Airedale R.2 (1925) – einmotoriges, dreisitziges Hochdecker-Aufklärungsflugzeug
- Blackburn Iris R.B.1 (1926) – dreimotoriges, fünfsitziges Doppeldecker-Flugboot
- Blackburn Ripon T.5 (1926) – einmotoriger, zweisitziger Doppeldecker-Aufklärungs- und Torpedobomber
- Blackburn Sprat (1926) einmotoriger, zweisitziger Doppeldecker-Fortgeschrittenentrainer
- Blackburn Turcock F.1 (1928) – einmotoriges Jagdflugzeug
- Blackburn Beagle (1928) einmotoriger, zweisitziger Doppeldeckerbomber
- Blackburn Lincock F.2 (1928) – einmotoriges, einsitziges Doppeldecker-Jagdflugzeug
- Blackburn Nautilus 2F.1 (1929) – einmotoriges, zweisitziges Doppeldecker-Jagdflugzeug
- Blackburn Bluebird IV (1929) – einmotoriges, zweisitziges Doppeldecker-Trainingsflugzeug
- Blackburn T.7B (1929) – einmotoriges, dreisitziges Doppeldecker-Bomber/Aufklärungsflugzeug für die japanische Marine
- Blackburn Sydney R.B.2 (1930) – dreimotoriges, viersitziges Flugboot großer Reichweite
- Blackburn Nile C.B.2 (1930) – dreimotoriges, zweisitziges Transportflugzeug, Variante der Sydney
- Blackburn Segrave B-1 (1930) – zweimotoriges, viersitziges Tiefdeckerflugzeug
- Blackburn B-2 (1932) – einmotoriges, zweisitziges Doppeldecker-Trainingsflugzeug
- Blackburn M.1/30 (B-3) (1932) – einmotoriger, zweisitziger Doppeldecker-Torpedobomber
- Blackburn Baffin T.8/B-5 Baffin (1932) – einmotoriger, zweisitziger Doppeldecker-Torpedobomber
- Blackburn C.A.15C (1932) zweimotoriges Hochdecker-Flugzeug für zehn Passagiere
- Blackburn Shark T.9/B-6 Shark (1933) – einmotoriger, dreisitziger flugzeugträgergestützter Doppeldecker-Torpedobomber
- Blackburn Perth R.B.3 (1933) – dreimotoriges, fünfsitziges Doppeldecker-Flugboot
- Blackburn F.3 (1934) – einmotoriges, einsitziges Doppeldecker Jagdflugzeug, gebaut, aber nie geflogen
- Blackburn B-7 (1934) – Mehrzweck-Doppeldecker
- Blackburn B-9 (H.S.T. 10) (1936) – zweimotoriger Tiefdecker für zwölf Passagiere (nie geflogen)
- Blackburn Skua B-24 (1937) – einmotoriges, zweisitziges Tiefdecker-Jagdflugzeug
- Blackburn Roc B-25 (1938) – einmotoriges, zweisitziges Tiefdecker-Jagdflugzeug
- Blackburn Botha B-26 (1938) – zweimotoriger, viersitziger Hochdecker-Aufklärer und Torpedobomber
- Blackburn B-20 (1940) – zweimotoriges, sechssitziges Experimentalflugboot
- Blackburn Firebrand B-37 F Mk.I (1942) – einmotoriges, einsitziges Jagdflugzeug
- Blackburn Firebrand B-45 TF Mk.II (1943) – einmotoriger, einsitziger Jagdbomber
- Blackburn Firebrand B-46 TF Mk.IV (1945) – einmotoriger, einsitziger Jagdbomber
- Blackburn Firecrest B-48 Y.A.1 (1947) – einmotoriger, einsitziger Jagdbomber
- Blackburn B-54 (Y.A.5, Y.A.7, Y.A.8) (1949) – einmotoriges, zweisitziges Anti-U-Boot-Flugzeug mit gegenläufigen Propellern
- Blackburn B-88 (Y.B.1) (1950) – zweisitziges Anti-U-Boot-Flugzeug mit gegenläufigen Propellern und Turboprop-Antrieb
- Blackburn Beverley B-101 (1950) – viermotoriger Hochdecker, Transportflugzeug (entwickelt von General Aircraft)
- Blackburn Buccaneer B-103 (1958) – zweisitziges, zweistrahliges Kampfflugzeug